# Francesco Sacrati
Francesco Sacrati, född 1567 i Ferrara, död 6 september 1623 i Cesena, var en italiensk kardinal och ärkebiskop. Han var prefekt för Apostoliska datarian från 1621 till 1623.

## Biografi
Francesco Sacrati var son till markis Tommaso Sacrati och Camilla Sacrati. Han studerade vid Bolognas universitet, där han blev iuris utriusque doktor. 
I november 1612 utnämndes Sacrati till titulärärkebiskop av Damascus och biskopsvigdes den 31 december samma år av kardinal Scipione Borghese i Sixtinska kapellet. Kardinal Borghese assisterades vid detta tillfälle av ärkebiskop Fabio Biondi och ärkebiskop Volpiano Volpi. 
År 1621 utsåg påve Gregorius XV Sacrati till kardinalpräst med San Matteo in Merulana som titelkyrka. År 1622 installerades Sacrati som ärkebiskop av Cesena. Han deltog i konklaven 1623, vilken valde Urban VIII till ny påve.
Kardinal Sacrati avled 1623 och är begravd i kyrkan Santa Maria dell'Anima.